# Visma
Visma (acronyme pour Visual management) est une société privée norvégienne fournissant des logiciels pour d'autres entreprises. Fondée en 1996 à Oslo, la société appartient majoritairement au fond d'investissement Hg Capital.
Si l'influence de l'entreprise se limitait à l'Europe du Nord dans les années 2000, elle atteint vingt ans plus tard l'entièreté de l'Europe et même l'Amérique latine.

## Histoire
Visma voit le jour en 1996, issue de la fusion de plusieurs entreprises mineures, et entre en Bourse à Oslo. Après une grave crise financière en 1997, la société est restructurée avec l'arrivée d'Øystein Moan à la tête du groupe. Dès 1999, Visma se lance dans le commerce en ligne et commence son expansion à l'international, notamment au Danemark et au Royaume-Uni. En 2000 Visma se réoriente vers les logiciels et services externalisés en finance et comptabilité. S'en suivent des acquisitions majeures en Suède(entreprise Spcs (sv)) et en Finlande, et au fil des années, une pénétration accrue des marchés nordiques, et finalement européens. En 2006, le fonds Hg Capital devient actionnaire majoritaire et retire Visma de la Bourse, avant que  Kohlberg Kravis Roberts & Co. ne prenne le contrôle en 2010. L'entreprise poursuit une croissance rapide via de multiples acquisitions. En 2012, elle lance Visma.net, sa plateforme internet. Les années suivantes voient une forte expansion en Europe, avec des entrées sur les marchés néerlandais, espagnol, autrichien, français, belge et allemand. En 2023, Visma confirme son statut de géant européen du logiciel d'entreprise, porté par une stratégie de rachats et acquisitions ciblées et une expertise dans les services numériques,.

### Historique des Présidents-directeurs généraux
- Øystein Moan (1997-2020)[9]
- Merete Hverven (2020-en cours)

## Partenariat

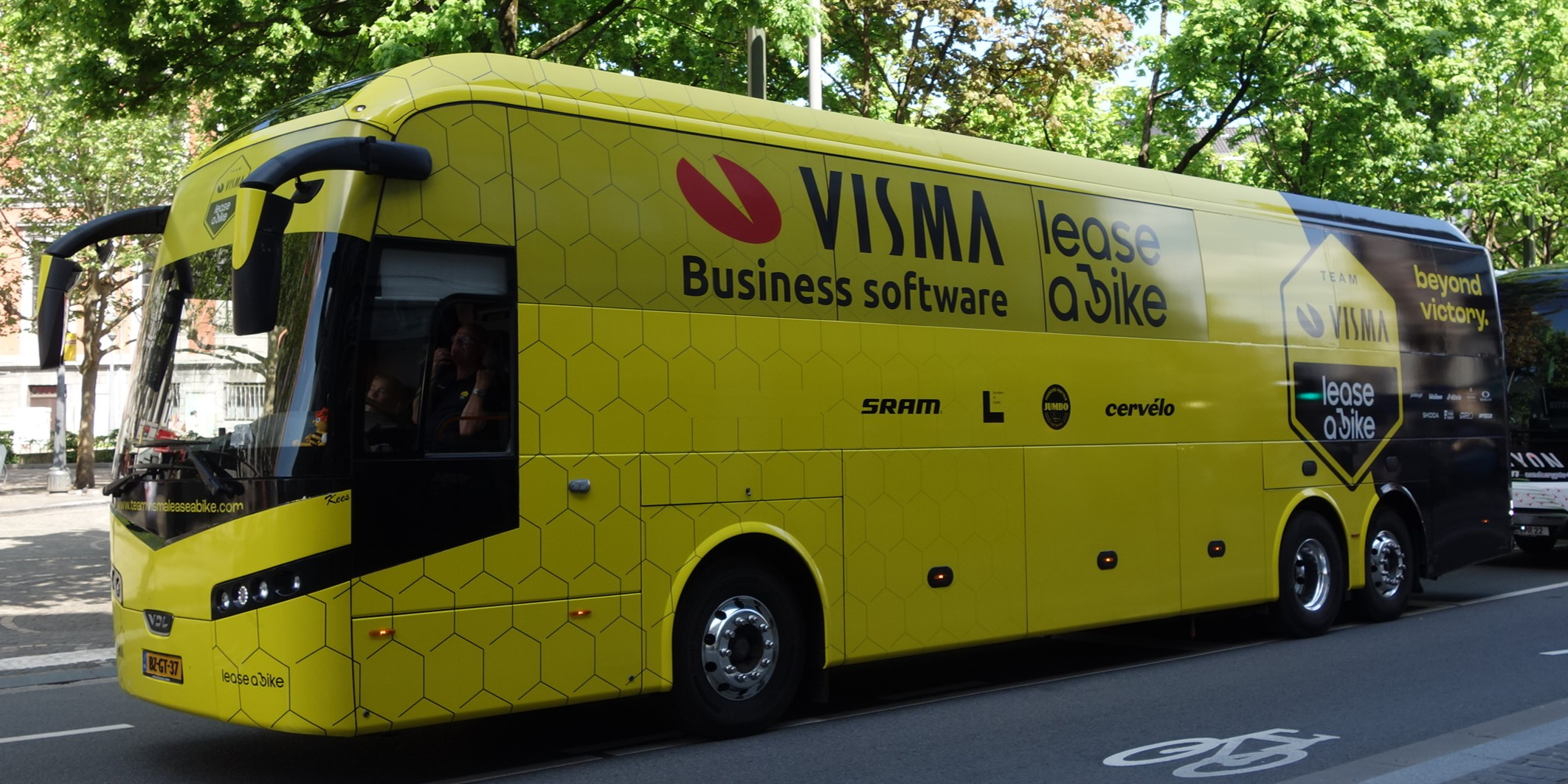

### Cyclisme
En 2019, Visma devient le deuxième partenaire de l'équipe néerlandaise Jumbo-Visma pour une durée de cinq ans. En 2024, à la fin du premier contrat, Visma, satisfait des résultats sportifs de la formation, signe un nouveau contrat avec l'équipe, devenant le principal sponsor la formation.

## Liens
- Site officiel
- Notice dans un dictionnaire ou une encyclopédie généraliste :   - Store norske leksikon
- Notices d'autorité :   - VIAF